# Dhû-l-Qarnayn
Dhû-l-Qarnayn (en arabe : ذُو ٱلْقَرْنَيْن), littéralement « Celui aux deux cornes » ou « le Bi-cornu »  ou « Celui des deux époques », est une personnalité mentionnée dans la 18e sourate du Coran, Al-Kahf (La Caverne). Il a été confronté à Gog et Magog et a construit dans un défilé un remblai, ou une muraille selon un hadith débattu par les théologiens musulmans (Ibn Kathir rejette ce hadith dans son Tafsir par exemple), pour les empêcher d'attaquer.

## Identification
Une tradition historique identifie Dhû-l-Qarnayn à Alexandre le Grand. Les historiens et exégètes partageant cette opinion fondent leur argumentation sur la version syriaque, composée au VIe siècle, de la Vie d'Alexandre du Pseudo-Callisthène. Il est en effet fait mention qu'Alexandre aurait édifié un ouvrage fortifié afin de se prémunir des attaques des Gog et des Magog, qu'on peut identifier ici aux Scythes et aux Amazones. Ce récit est aussi connu par une homélie syriaque du Pseudo Jacques de Saroug. Les versions juives et chrétiennes de la légende d'Alexandre montrent un roi à la piété exemplaire, proche du Dhû-l-Qarnayn coranique. Une explication est donnée quant à l'application de l'épithète Dhû-l-Qarnayn, le « bi-cornu », à Alexandre. On peut remarquer qu'Alexandre porte les cornes du dieu Ammon, sur certains tétradrachmes frappés à son effigie. Ces pièces ont circulé dans tout l'Orient et ont servi de modèle aux monnaies arabes ; le mot dirham vient d'ailleurs du grec « drachme » (δραχμη  / drakhmê) par le biais des drahm perse sassanides.
Toutefois, plusieurs théologiens et historiens musulmans, dont As-Suhayliy (XIIIe siècle), Ibn Taymiyya (XIVe siècle) et Al-Maqrîziy (XVe siècle), réfutent l'idée selon laquelle Dhû-l-Qarnayn serait Alexandre, et font remonter le personnage coranique à l'époque d'Ibrahim (l'Abraham coranique). 
Un certain nombre de théologiens dont Mohammad Ali Tabatabaei dans Tafsir Al-Mizan et le théologien mughal Shah Waliullah ad-Dehlawi, mort en 1762, penchent pour l'identifier au roi achéménide Cyrus le Grand ; d'autres encore penchent pour Darius, Kisrounis ou Ferydun, dont notamment le traditionaliste du VIIIe siècle Tabari.
D'autres théologiens ont aussi soit identifié Dhû-l-Qarnayn au prophète-roi Salomon devant de nombreux parallèles entre les deux personnages et thèmes abordés par le Coran sur les deux personnages. Une explication donnée quant à l'application de l'épithète Dhû-l-Qarnayn serait qu'il a été le seul roi à avoir reçu deux cornes d’huile bénie provenant de l’Arche de l’Alliance sur la tête, et le seul pour qui le Schofar a été utilisé par deux fois. Une grande majorité néanmoins considère que le mystère du personnage est volontaire dans le Coran et particulièrement dans ce chapitre 18 qui enchaîne des histoires sans précisions de temporalité, de noms et de localité en semblant reprocher par ailleurs dans la première histoire que les chrétiens ont divergé sur le miracle des dormeurs de la caverne sur des futilités (leur nombre et la durée de leur sommeil) en passant à côté de l’objectif de ce miracle.
D'autres interprétations associent Dhû-l-Qarnayn à Moïse ; celle-ci repose sur le fait que Moïse porte des cornes dans certaines traditions juives et chrétiennes. D'autres identifications comme celle de roi Lakhmides ou Himyarites ont été proposées notamment par Al-Biruni qui identifie Dhû-l-Qarnayn au roi mythologique Afrīqish al-Ḥimyarī dans Les Réminiscences des traces du pass (en arabe : کِتَاب ٱلَآَثَار ٱلْبَاقِيَة عَن ٱلْقُرُون ٱلِخَالِيَة Kitāb al-āthār al-bāqiyah `an al-qurūn al-khāliyah) où il établit une liste de 36 candidats et finit par donner sa préférence à Afrīqish al-Ḥimyarī qui aurait été le premier à conquérir une grande partie de la Méditerranée se basant sur des traditions sud-arabiques.

## Rôle
Dans l'islam, Dhû-l-Qarnayn possède une dimension religieuse, il illustre la seconde façon de vivre des croyants disposant cette fois de moyens matériels pour établir la justice et l'ordre (s'opposant ainsi à la première histoire de la sourate 18, Al-Kahf (« La Caverne ») où le petit groupe de croyants n'avait d'autre choix pour son salut que la fuite dans une grotte. La question de son appartenance aux prophètes a souvent été posée, tout comme celle de l'identification des diverses localités qu'il traverse et des peuples coupés de la civilisation humaine qu'il rencontre.